# 999 Цахія
999 Цахія (999 Zachia) — астероїд головного поясу, відкритий 9 серпня 1923 року.
Тіссеранів параметр щодо Юпітера — 3,356.
Названо на честь німецького астронома угорського походження Франца Ксавера фон Цаха (нім. Franz Xaver von Zach, угор. Zách János Ferenc, 1754 — 1832).